# Frederick Marryat
Frederick Marryat (10. července 1792, Londýn – 9. srpna 1847, Langham, Norfolk, Anglie) byl anglický spisovatel dobrodružných příběhů s námořní tematikou. Je považován za zakladatele anglického námořního románu a jeho žánrové varianty, románu pirátského.

## Život
Narodil se roku 1792 v Londýně jako syn člena parlamentu, ale již jako chlapec se chtěl stát námořníkem a údajně prý kvůli tomu třikrát utekl z domova. Skutečností ale je, že již roku 1806 ve svých čtrnácti letech vstoupil do Královského námořnictva, kde sloužil do roku 1830. Bojoval v napoleonských válkách a roku 1812 byl povýšen na poručíka. Poté se v letech 1812–1814 zúčastnil britsko-americké války. Roku 1819 se oženil s Catherine Shairpovou, se kterou měl čtyři syny a sedm dcer. V další válce proti Barmě v letech 1824–1826 obdržel vyznamenání a domů se vrátil jako námořní kapitán.
Velmi obdivoval skotského spisovatele a básníka Tobiase Smolletta (1721–1771), původně lodního lékaře, proslulého svými pikareskními romány, a pokoušel se podle jeho vzoru literárně zpracovat své bohaté životní zážitky. Jeho první román The Naval Officer (1829, Námořní důstojník) zaznamenal slušný úspěch a to jej přivedlo k rozhodnutí vzdát se po dvaceti čtyřech letech slibné námořnické kariéry a zcela se věnovat psaní. V letech 1832-1835 se stal vydavatelem časopisu The Metropolitan Magazine, kde publikoval i své práce.
Po dvou letech strávených v Kanadě a ve Spojených státech (1837–1839) se vrátil do Londýna a roku 1843 se odstěhoval do Langhamu v anglickém hrabství Norfolk, kde také roku 1847 zemřel.
Jeho knihy nebyly určeny přímo mládeži, ale díky pestrému a dobrodružnému ději, humornému způsobu vyprávění a chytrým, čestným a poctivým hrdinům, oplývajícími anglickými ctnostmi jako je odvaha, láska k pravdě a pokora před Bohem, se staly brzy oblíbenou dětskou četbou.

## Dílo

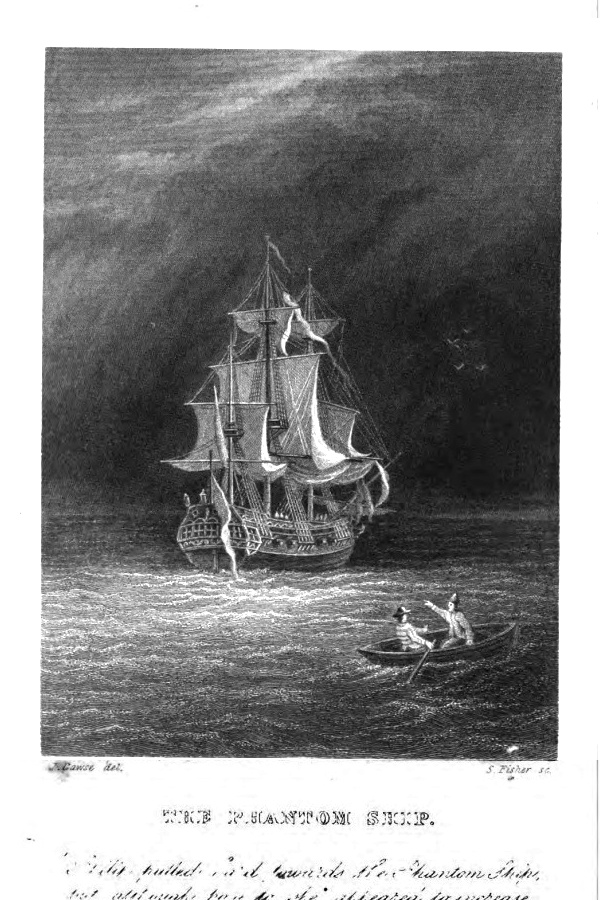
Frontispis vydání románu The Phantom Ship z roku 1847.

- The Naval Officer, or Scenes and Adventures in the Life of Frank Mildmay (1829, Námořní důstojník aneb Příběhy a dobrodružství v životě Franka Mildmaye), první Marryatův román s autobiografickými prvky.
- The King's Own (1830, Královský osobní pluk),
- Newton Forster or, the Merchant Service (1832, Newton Forster aneb Obchodní loďstvo),
- Peter Simple (1834, česky jako Námořní dobrodružství Petra Nezdary),
- Jacob Faithful (1834, česky jako Příhody Jakuba Poctivy),
- Japhet in Search of a Father (1835, Japhet hledá otce),
- The Pacha of Many Tales (1835, Paša z mnoha pohádek),
- Mr. Midshipman Easy (1836, Dobrodružství lodního kadeta), dobrodružný román odehrávající se v době napoleonských válek,
- The Pirate (1836, Piráti), česky též jako Syn námořního lupiče,
- The Three Cutters (1836, Tři kutry), česky Tři lodi,
- Snarleyyow, or the Dog Fiend (1837, Snarleyyow aneb Ďábelský pes),
- Diary in America (1839, Americký deník),
- The Phantom Ship (1839, Příšerná loď), česky též jako Bludný Holanďan, jedna z nejlepších Marryatových knih napsaná v duchu gotického románu.
- Poor Jack (1840, Ubohý Jack),
- Masterman Ready, or the Wreck of the Pacific (1841, česky jako Kormidelník Vlnovský, resp. Strýček Námořník), snad nejznámější Marryatovo dílo, klasická robinzonáda inspirovaná knihou Švýcarský Robinson od Johanna Davida Wysse.
- Joseph Rushbrook (1841),
- Percival Keene (1842, Dobrodružství kadeta Keena), román odehrávající se v době napoleonských válek, ve kterém autor vypráví o tom, jak námořní kadet v tvrdém životě na moři dospívá v čestného a odvážného muže, stává se námořním důstojníkem a posléze kapitánem anglického loďstva.
- Narrative of the Travels and Adventures of Monsieur Violet in California, Sonora and Western Texas (1843, Pan Violet),
- Tle Privateers Man (1844, Korzár),
- Settlers in Canada (1844, Osadníci kanadští), česky též jako Osadníci na dalekém západě,
- The Mission, or Scenes in Africa (1845, Poslání aneb příběhy z Afriky), česky jako Dobrodružné poslání,
- The Children of the New Forest (1847, Děti z Nového lesa), historický román z dob Olivera Cromwella a občanské války v první polovině 17. století.
- The Little Savage (1848, Malý divoch), robinzonáda dokončená autorovým synem Frankem a vydána posmrtně,
- Life and Letters of Captain Marryat (1872, Život a dopisy kapitána Marryata), posmrtně vydaná autorova korespondence uspořádaná jeho dcerou Florence (rovněž spisovatelkou).

## Česká vydání
- Tři lodi, tiskem a nákladem Anny owdowělé Špinkowé, Praha 1842, přeložil J. B. Malý,
- Miloslaw Wlnowský, Bremský kormidelník, Synové Bohumila Haase, Praha 1846, českou adaptaci německého překladu provedl Josef Václav Zimmermann, znovu pod názvem Bremský kormidelník Miloslav Vlnovský aneb Ztroskotání korábu Pacific B. Stýblo, Praha 1880 1901 a 1919.
- Osadníci kanadští, F. Kytka Praha, mezi 1885 až 1889, přeložil J. Kopřiva,
- Kadetova dobrodružství na moři, I. L. Kober, Praha 1894, přeložil Jan Herzer,
- Příhody Jakuba Poctivy, I. L. Kober, Praha 1895, vypravuje Klára Reichnerová,
- Příšerná loď, Josef R. Vilímek, Praha 1898, přeložil Jan Wagner,
- Dobrodružné poslání, Rokyta, Praha 1912,
- Kapitán Keene, E. Šolc, Telč 1913, přeložil Kamil Urban,
- Syn námořního lupiče, A. Svěcený, Praha 1916, znovu 1922.
- Příšerná loď, Šotek, Praha 1924, přeložil A. Bouček,
- Dobrodružství lodního kadeta, Karel Borecký, Praha 1929,
- Námořní dobrodružství Petra Nezdary, Šolc a Šimáček, Praha 1931, přeložil Bohumil Zdeněk Nekolařík,
- Kormidelník Vlnovský aneb záhuba lodi Pokojný, Melantrich, Praha 1942, přeložil Alois Machovec, znovu 1945,
- Osadníci na dalekém západě, Antonín Dědourek, Třebechovice pod Orebem 1947, přeložil Alois Machovec,
- Miloslav Vlnovský, B. Stýblo, Praha 1948, adaptaci Josefa Václava Zimmermanna nově upravil Jaroslav Janouch,
- Kormidelník Vlnovský, SNDK, Praha 1955, přeložil Alois Machovec,
- Piráti, Albatros, Praha 1969, přeložil Bohumil Zdeněk Nekolařík, znovu 1976.
- Kormidelník Vlnovský, Západočeské nakladatelství, Plzeň 1970, převyprávěl Josef Pavlík,
- Ztroskotání Pacifiku aneb Kormidelník Wlnovský, Růže, České Budějovice 1970, převyprávěl Bedřich Fučík pod pseudonymem Václav Horák.
- Jackova dobrodružství, Mladá fronta, Praha 1972–1973, příloha časopisu Ohníček,
- Dobrodružství kadeta Keenea, Albatros, Praha 1972, přeložil Jaromír Čapek, znovu 1976.
- Syn pirátův, Josef Vybíral, Kroměříž 1998, přeložila Petra Vybíralová,
- Bludný Holanďan, Josef Vybíral, Kroměříž 1999.
- Strýček námořník, Albatros, Praha 2018, převyprávěl František Novotný.